# André Saraiva
André Saraiva (* 1971 in Uppsala), auch unter dem Namen Monsieur André, Mr. A oder Monsieur A bekannt, ist ein französischer Graffiti-Künstler.
Er wurde 1971 als Sohn portugiesischer Eltern in Uppsala, Schweden geboren, lebt aber seit seiner Kindheit in Paris.
Mit den Graffiti begann André Saraiva bereits 1985. 

## Werk
In den späten 1990er Jahren wurde Saraiva mit Mr. A bekannt, dem signifikanten Cartooncharakter mit rundem Kopf, das Gesicht lachend, die Augen aus Kreuz und Kreis geformt und die Beine überlängt. Diese Figur fand sich in den Straßen von ganz Paris. Er wurde Teil der frühen Pariser Graffiti-Bewegung, zusammen mit Künstlern wie Invader und Zevs. Mit ihnen tritt er auch in Banksys Dokumentarfilm “Exit Through the Gift Shop” auf. Andrés charakteristischer Stil, poetisch und zugleich verspielt, sowie der stete Einsatz der Farbe Pink bilden einen hohen Wiedererkennungswert und lassen seine Arbeiten aus der Masse hervortreten. Anfang 2000 begann er mit der Love Graffiti Serie. Von hier aus erweitern neue Techniken wie Malerei und Skulptur sein Œuvre. Auch Installationen gehören zu Andrés Repertoire, zum Beispiel 2011 zu sehen in „Art in the Streets“ im MOCA Los Angeles, kuratiert von Jeffrey Deitch und Aaron Rose.

## Ausstellungen
- 2014: André Saraiva, Mude Museu do Design e da Moda, Lissabon (4. Juli – 28. September 2014)
- 2012: André Ville, Circle Culture Gallery, Hamburg
- 2012: Love Letters, Half Gallery, New York
- 2012: Andrépolis, The Hole, New York
- 2011: Art in the Streets, The Geffen Contemporary at the Museum of Contemporary Art, L.A.
- 2011: Group Exhibition, Chateau de Fernelmont, Belgium
- 2011: Art Machine, The Hole and Alife, New York
- 2011: Paris Premiere, Grand Palais, Paris
- 2011: Future Pass: André and Mu Lei, 54th Venice Biennale UrbanArt at UNESCO Patrimoine Culturel Mondial Völklingen (Weltkulturerbe Völklinger Hütte), Germany
- 2010: St. Tropez, Louis Vuitton, St. Tropez
- 2010: Drawings, Colette, Paris
- 2009: Vraoum, Maison Rouge, Paris
- 2009: Vive l'art Urbaine 2, Espace Univers, Paris
- 2009: Tony Hawk Show, Grand Palais, Paris
- 2008: Exposition des sculptures André, Galerie Navarra, Hotel Bristol, Paris
- 2008: Icons for Now, Arhus, Denmark
- 2008: 400 ML Project, Maison des Métallos, Paris
- 2007: Biennale d'Abu Dhabi, Galerie Enrico Navarra, Abu Dhabi
- 2007: Compulsive, Exhibition Jalou, Palais de Tokyo, Paris
- 2007: Say No to Limits: an exhibition celebrating the 2008 Beijing Olympics, China
- 2004: Love Tokyo, Bape Gallery, Tokyo
- 2004: Be@rbrick World Wide Tour, Parco Museum, Tokyo
- 2004: La Rue aus Artistes, Art Club, FIAC, Paris
- 2003: Walt Disney, 75 ans de Mickey Mouse, Colette, Paris
- 2002: Love Graffiti, Colette, Paris
- 2002: Love Graffiti, Galerie Air de Paris, Paris,
- 2002: Urban Stories Urban Price by André, Belgrade, Yugoslavia
- 2002: Group Exhibition with Alife Shop at Deitch Projects, New York
- 2001: Untitled, Galerie du jour Agnes B, Paris
- 2000: Souvenirs de Paris, Tiphaine Bastille, Paris